# 高岡市福岡歴史民俗資料館
高岡市福岡歴史民俗資料館（たかおかしふくおかれきしみんぞくしりょうかん）は、富山県高岡市（旧福岡町）にある公立博物館。富山県博物館協会会員。

## 概要
1988年（昭和63年）11月3日に開館した。城ケ山横穴古墳群の出土品や、藩政時代の古文書や生活に密着した民俗資料などなどを展示している。

## 建物
建物は1924年（大正13年）に地元の篤志家壽原英太郎の寄贈により福岡駅前通りに面して建築されたもので、洋風を真似た鉄筋コンクリート造2階建の洋風建築である。外観を石造風にみせ、台形状の屋根を載せる構成となっていて、玄関部や2階のアーチ窓周辺に細部意匠が集中しているのが特徴である。竣工後は公会堂や福岡町役場として使用され、1963年（昭和38年）の福岡町役場新庁舎が建設された後は福岡町立図書館や中央公民館として使用された。1987年（昭和62年）に歴史民俗資料館として保存活用することが決定し、現在地の福岡町民公園へ移転し修改築が行われ、現在に至る。2005年（平成17年）11月1日に福岡町と高岡市が合併したことにより、管理運営者は高岡市になった。
1987年（昭和62年）11月20日に富山の建築百選に選定され、1997年（平成9年）12月3日に国の登録有形文化財に登録された。